# Ernesto Fígoli
Ernesto Fígoli (Montevideo, 21 agosto 1888 – Montevideo, 12 giugno 1981) è stato un allenatore di calcio e calciatore uruguaiano, di ruolo attaccante.

## Palmarès
- Oro olimpico: 1

Parigi 1924
- Campeonato Sudamericano de Football: 1

1920